# Pico Bejenado
Der Pico Bejenado ist ein 1854 Metern hoher Berg auf der Kanareninsel La Palma. Der ehemalige Vulkan, der Bohrungen zufolge etwa 500.000 Jahre alt ist, erhebt sich am Südrand der Caldera de Taburiente in der Gemeinde El Paso.
Der Berg bildet ein dreieckiges Massiv zwischen dem Barranco de El Riachuelo, dem Barranco Tenisca, dem Barranco de las Angustias und dem Südrand der Caldera de Taburiente. Er ist von der Cumbre Nueva durch einen Pass namens La Cumbrecita getrennt. Er gilt aufgrund seiner schönen Aussicht als einer der beliebtesten Berge der Insel. Da er nicht in die Gipfelkette des Kalderarandes oder einer anderen Vulkankette eingebettet ist, gilt er als einziger ausgeprägter Gipfel La Palmas.
Die Cueva Honda del Bejenado ist mit 1362 Meter die längste Lavaröhre La Palmas.

## Aufstieg
Markierte Anstiege führen von El Barrial, den Casas de Valencia und La Cumbrecita auf den Gipfel.